# Křešice (Divišov)
Křešice jsou místní částí městyse Divišova a nachází se tři kilometry severozápadně od Divišova. Katastrální území měří 185,26 hektaru. Vesnicí vede žlutě značená turistická trasa z Ostředka do Čenska k hradu Český Šternberk. Asi dva kilometry východním směrem u Křešického potoka stojí Křešický mlýn, využívaný jako vzdělavací středisko Ministerstva práce a sociálních věcí, a dále kontrolní stanice pro hlubinný vodovod do Prahy z vodní nádrže Švihov. Jižním směrem vede málo frekventovaná cesta do Lbosína.

## Historie
První písemná zmínka o vesnici pochází z roku 1360.